# هوبرت شیث

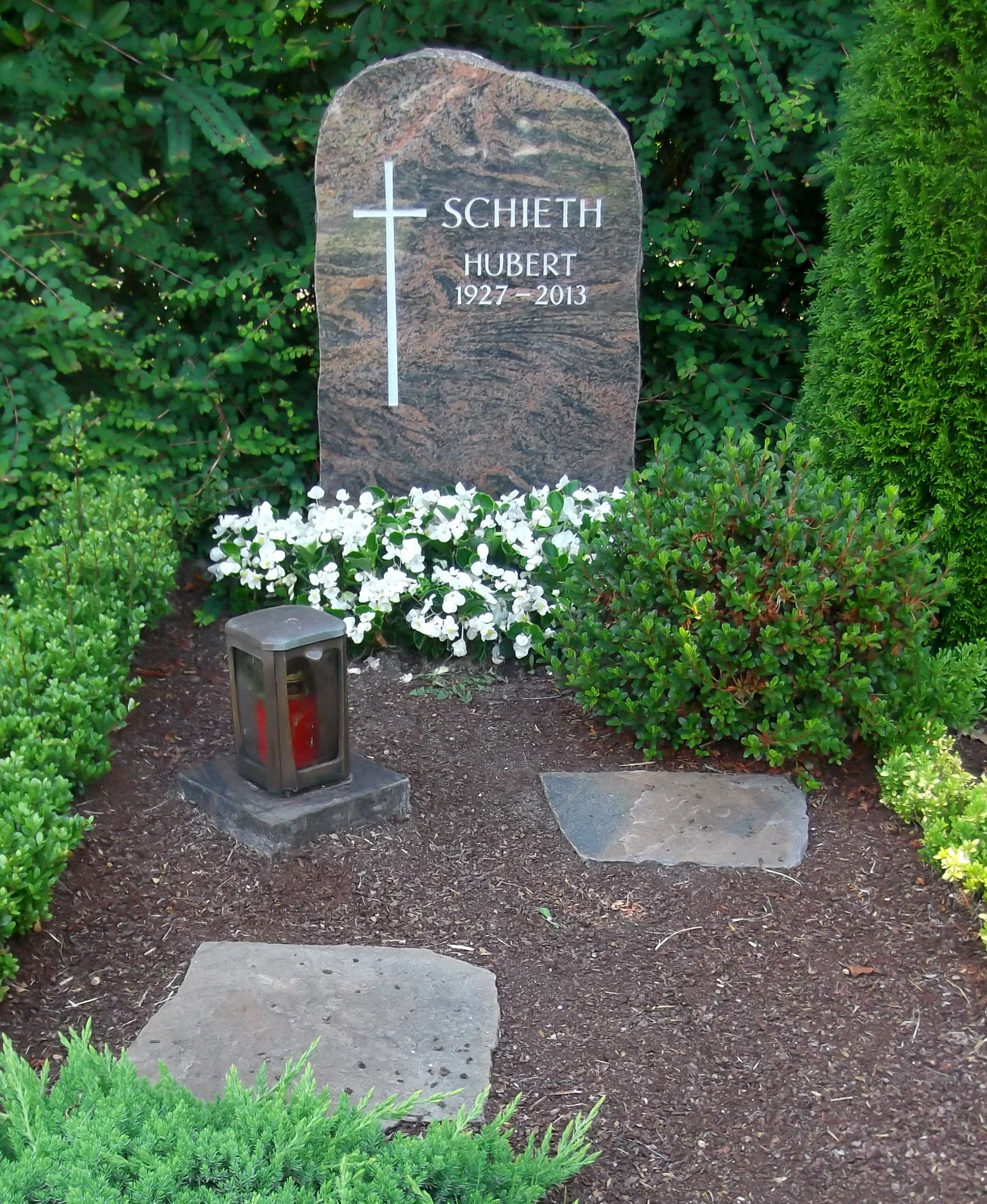
نمایی از سنگ‌مزار هوبرت شیث - ۲۰۲۰

هوبرت شیث (انگلیسی: Hubert Schieth; ۲۶ ژانویهٔ ۱۹۲۷ – ۱۹ فوریهٔ ۲۰۱۳) بازیکن فوتبال اهل آلمان بود.
از باشگاه‌هایی که در آن بازی کرده‌است می‌توان به باشگاه فوتبال آینتراخت فرانکفورت و باشگاه فوتبال شوارتز-وایس اسن اشاره کرد.